# Dansk Navneleksikon
Dansk Navneleksikon (DNL) er et videnskabeligt baseret internetleksikon på ordnet.dk, der omfatter ca. 3130 fornavne, der bruges i Danmark. Leksikonet, der officielt blev offentliggjort 14. januar 2022, beskriver blandt andet navnenes oprindelse, anvendelse og udvikling. Leksikonet er dannet i et samarbejde mellem Arkiv for Navneforskning ved Institut for Nordiske Studier og Sprogvidenskab (NorS) på Københavns Universitet samt Det Danske Sprog- og Litteraturselskab. Leksikonet er det første videnskabeligt baserede danske onlinenavneleksikon.

## Baggrund
Baggrunden for oprettelsen i 2022 var den erfaring, at navnestof optager befolkningen meget. Navne udgør en væsentlig del af det danske ordforråd og den sproglige kulturarv, og personer opfatter typisk deres navn som en central del af deres identitet. Arkiv for Navneforskning på KU havde tidligere traditionelt besvaret talrige spørgsmål herom. Blandt forskere var det opfattelsen, at navnestof på nettet har været overladt til hjemmesider af tvivlsom videnskabelig kvalitet, og navneforskerne på Københavns Universitet har derfor i en årrække ønsket at etablere et digitalt navneleksikon.
I alt findes der mere end 40.000 godkendte pige- og drengenavne i Danmark. Ved starten omfattede navneleksikonet godt 3.000 af de oftest anvendte med fokus på stamnavne af kristen oprindelse. Navnene forsynes med litteraturhenvisninger og stamtræ, der viser, hvordan de enkelte fornavne stammer fra andre navne. Navneleksikonet forventes opdateret en gang årligt. Navneleksikonet forventes ved en senere udvidelse også at komme til at omfatte efternavne samt landkort og tidslinjer, der kan demonstrere de enkelte navnes udbredelse såvel geografisk som over tid.